# JayDaYoungan
JayDaYoungan, pseudonimo di Javorius Tykies Scott (Bogalusa, 15 luglio 1998 – Bogalusa, 27 luglio 2022), è stato un rapper statunitense.

## Biografia
Javorius Scott nasce il 15 luglio 1998 a Bogalusa, in Louisiana. Da giovane ha militato nella squadra di basket del liceo, venendo poi cacciato a causa del suo scarso andamento scolastico.

## Carriera

### 2017-2018: Gli inizi
Nel febbraio 2017 pubblica il mixtape Ruffwayy, da cui viene estratto il brano Interstate, che raggiunse in meno di un mese le 4 milioni di visualizzazioni su YouTube. Il 16 novembre 2017 esce The Real Jumpman 23, un mixtape da 13 tracce.
Nel marzo 2018 Scott viene inserito all'interno della XXL Freshman, una lista di rapper emergenti. A luglio pubblica il mixtape 23, dal quale viene estratto il singolo Elimination, il quale raggiunse in poco tempo i 4 milioni di stream su Spotify. Il 7 dicembre pubblica il mixtape Forever 23, piazzatosi all'86º posto nella Billboard 200 al 37º posto nella classifica Top R&B/Hip Hop Albums.

### 2019-2022:Endless Pain,23 Island,Misunterstoode23 Is Back
Il 17 maggio 2019 esce il mixtape Endless Pain, il quale ha raggiunto la settantesima posizione nella Billboard 200. Successivamente, assieme al rapper Yungeen Ace, pubblica Can't Speak On It. L'11 ottobre è la volta di un nuovo mixtape, Misunterstood, che contiene collaborazioni con YFN Lucci, Boosie Badazz, FG Famous, JetSoo e Lil Durk. In seguito alla pubblicazione del mixtape, Scott ha avuto un diverbio social con il rapper Yung Bans, poiché quest'ultimo all'inizio dell'anno aveva pubblicato un album con il medesimo nome.
Il 3 gennaio 2020 Scott ha raggiunto la posizione numero 36 nella Billboard Emerging Artists Chart. Nel maggio dello stesso anno pubblica il singolo Touch Your Toes in collaborazione con la rapper Latto, valido come primo estratto del suo album di debutto Baby23, uscito in concomitanza con la nascita di suo figlio. L'album presenta collaborazioni con Dej Loaf, Moneybagg Yo e Kevin Gates.
L'11 giugno 2021 pubblica il suo ultimo mixtape, 23 Is Back, un progetto da 13 tracce e senza alcun featuring.

## Questioni legali
L'11 maggio 2019 Scott è stato accusato di possesso illegale di sostanze stupefacenti dopo essere stato fermato da una pattuglia di polizia nella contea di Gadsden, in Florida. Gli agenti hanno rinvenuto all'interno del suo veicolo 20g di marijuana e alcune pillole di ossicodone. Gli altri occupanti dell'abitacolo furono in seguito accusati di ulteriori reati relativi all'abuso di sostanze e al possesso illegale di armi da fuoco. Il giorno seguente Scott viene rilasciato dopo aver pagato una cauzione di 2500 dollari.
Nel marzo 2020 viene accusato di aver aggredito una donna incinta e di essere nuovamente in possesso di droghe. La polizia ha in seguito fatto irruzione nella sua casa, sequestrando un totale di 24.000 dollari in contanti, prometazina, ossicodone e diverse armi da fuoco. Kendell Robertson, un secondo uomo presente nella casa del rapper, è stato arrestato per possesso illegale d'arma da fuoco e gli è stata successivamente concessa una cauzione di 100 dollari.
Il 16 settembre 2021 Scott viene arrestato con l'accusa di complicità in omicidio di secondo grado e ostruzione alla giustizia, derivanti da una sparatoria avvenuta nell'agosto 2020. Quattro giorni dopo viene liberato su cauzione di 175.000 dollari. Il successivo 30 ottobre viene arrestato presso la Washington Parish, in Louisiana, indagato per molteplici accuse tra cui abbandono di minore, guida senza assicurazione e manomissione di prove. Il successivo 4 novembre viene nuovamente rilasciato su cauzione, ma poche ore dopo il pagamento del pegno viene bloccato dal Bureau of Alcohol, Tobacco, Firearms and Explosives con accuse federali.

## Morte
La sera del 27 luglio 2022 Scott e suo padre Kenyatta erano seduti sul prato davanti alla loro residenza di Bogalusa quando tre uomini armati sono scesi da un camion nero situato poco distante. I due tentarono di rientrare in casa, ma improvvisamente sbucarono altri due uomini che aprirono il fuoco. Scott fu colpito per otto volte e venne dichiarato morto in un ospedale vicino, mentre suo padre subì due colpi al braccio.
i funerali si sono tenuti il successivo 7 agosto nell'auditorium del suo ex liceo nella sua città natale, con la presenza dei rapper Boosie Badazz e Yungeen Ace.

## Discografia

### Album in studio
- 2020 – Baby23
- 2023 – Forever 23 2x (postumo)

### EP
- 2022 – Scarred
- 2022 – All Is Well

### Mixtape
- 2016 – Younganimal
- 2017 – Ruffwayy
- 2017 – The Real Jumpman 23
- 2017 – Wake Up
- 2018 – Taking Off
- 2018 – 23
- 2018 – Forever 23
- 2019 – Endless Pain
- 2019 – Can't Speak On It (con Yungeen Ace)
- 2019 – Misunderstood
- 2021 – 23 Is Back

### Singoli
- 2018 – Elimination
- 2018 – Thot Thot
- 2019 – Repo
- 2019 – Opps (con Yungeen Ace)
- 2019 – 23 Island
- 2020 – 38K
- 2021 – ZaZa
- 2021 – Spot Em